# Matej Rihter
Matej Rihter, slovenski trobentač, * 1976.
Trobento se je začel učiti na glasbeni šoli v Škofji Loki, nadaljeval na SGBŠ Ljubljana pri prof. Igorju Maroševiču in 1999 diplomiral na Akademiji za glasbo v Ljubljani. Leta 2004 je dokončal podiplomski študij pri prof. Antonu Grčarju. Od leta 2002 igra v Slovenskem kvintetu trobil in trobilnem triu BUM. Z različnimi zasedbami igra doma pa tudi v tujini, pogosto deluje kot studijski glasbenik. Bil je solist v Simfoničnem orkestru RTV Slovenija. Ima sina Maja Rihterja.